# The Benchwarmers
The Benchwarmers är en amerikansk komedifilm från 2006 med Rob Schneider, David Spade, Jon Heder och Jon Lovitz i rollerna.

## Om filmen
The Benchwarmers regisserades av Dennis Dugan. Rob Schneiders tolkning av huvudpersonen Gus gav honom en nominering till en Golden Raspberry Award för sämsta manliga huvudroll.

## Rollista
| Rob Schneider          | – Gus              |
| David Spade            | – Richie           |
| Jon Heder              | – Clark            |
| Jon Lovitz             | – Mel              |
| Craig Kilborn          | – Jerry            |
| Molly Sims             | – Liz              |
| Tim Meadows            | – Wayne            |
| Nick Swardson          | – Howie            |
| Amaury Nolasco         | – Carlos           |
| Bill Romanowski        | – Karl             |
| Sean Salisbury         | – Brad             |
| Matt Weinberg          | – Kyle             |
| John P. Farley         | – simmande pojke   |
| Terry Crews            | – pokerspelare     |
| Rachel Hunter          | – het mamma        |
| Patrick Schwarzenegger | – Jock Kid Game #3 |
| Brooke Langton         | – Kathy Dobson     |
| William Daniels        | – K.I.T.T. (röst)  |